# Hrabstwo Lyon (Kentucky)

Piramida wieku hrabstwa

Hrabstwo Lyon – hrabstwo w USA, w stanie Kentucky. Według danych z 2000 roku, hrabstwo zamieszkiwało 8080 osób. Siedzibą hrabstwa jest Eddyville.

## Miasta
- Eddyville
- Kuttawa